# Käferfeldeck
Käferfeldeck är en bergstopp i Österrike.   Den ligger i distriktet Zell am See och förbundslandet Salzburg, i den centrala delen av landet, 300 km väster om huvudstaden Wien. Toppen på Käferfeldeck är 2 939 meter över havet.
Terrängen runt Käferfeldeck är huvudsakligen mycket bergig. Runt Käferfeldeck är det ganska glesbefolkat, med 34 invånare per kvadratkilometer.. Närmaste större samhälle är Neukirchen am Großvenediger, 11,3 km norr om Käferfeldeck. 
Trakten runt Käferfeldeck består i huvudsak av gräsmarker.